# Heterochelus diversus
Heterochelus diversus är en skalbaggsart som beskrevs av Kulzer 1960. Heterochelus diversus ingår i släktet Heterochelus och familjen Melolonthidae. Inga underarter finns listade i Catalogue of Life.